# Caesars Superdome
O Caesars Superdome (anteriormente o Louisiana Superdome e o Mercedes-Benz Superdome, e também conhecido como o Superdome) é um estádio fechado localizado no Centro Financeiro de New Orleans, Luisiana (Estados Unidos). É a casa do New Orleans Saints e onde surgiu o time de basquetebol da NBA Utah Jazz (com o nome de New Orleans Jazz).

## História
A ideia do estádio surgiu em 1967, quando o Governador de Luisiana, John J. McKeithen, foi assistir um jogo de basebol no Astrodome, de Houston. Durante o jogo, ele disse: "Eu quero um desses, só que Maior!", referindo-se ao estádio. O sonho se realizou cinco anos mais tardes.
O estádio foi inaugurado em 3 de Agosto de 1975 e tem capacidade para 72 000 torcedores (futebol americano), 63 525 (basebol) e 55 675 (basquetebol). Tem 82,3 metros de Altura e 210 metros de Diâmetro.
É o estádio que recebeu mais edições do Super Bowl: oito - XII (1978), XV (1981), XX (1986), XXIV (1990), XXXI (1997), XXXVI (2002), XLVII (2013) e LIX (2025).
Os direitos de nomeação da instalação para o Superdome foi primeiramente vendido em 2011 para o fabricante de automóveis Mercedes-Benz, renomeando a instalação Mercedes-Benz Superdome. A Mercedes-Benz não renovou o contrato, e em julho de 2021 foi anunciado que os direitos do nome das instalações foi vendido para a empresa Caesars Entertainment, sobre o qual foi nomeado Caesars Superdome.

### Furacão Katrina

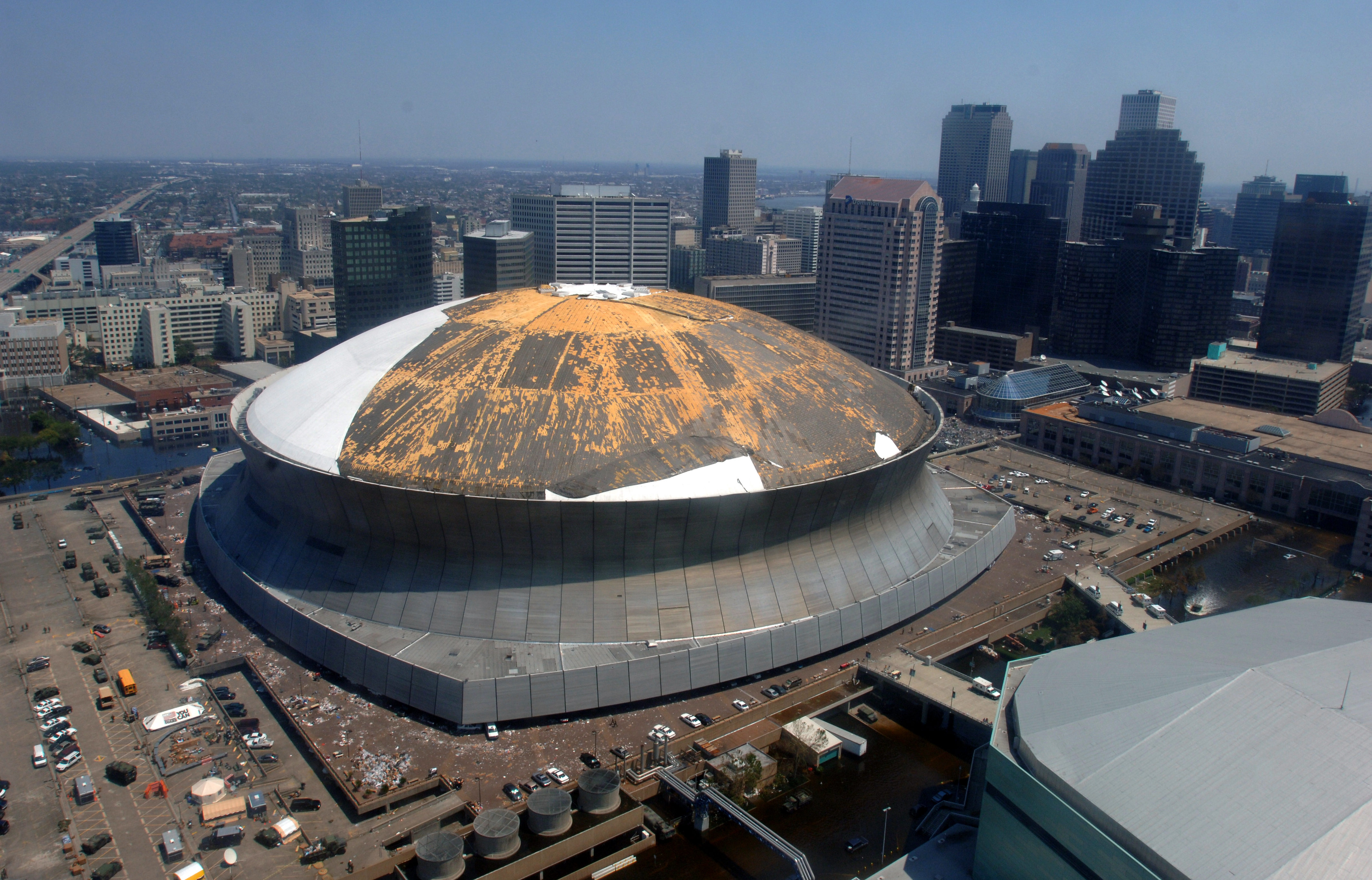
Superdome danificado após o Furacão Katrina em 2005.

O estádio tornou-se mundialmente conhecido com o Furacão Katrina, servindo de abrigo para milhares de desabrigados, juntamente com o Astrodome em Houston. O estádio foi interditado em Setembro de 2005 para reparar os estragos, que se estenderam no primeiro semestre de 2006.

### Reabertura

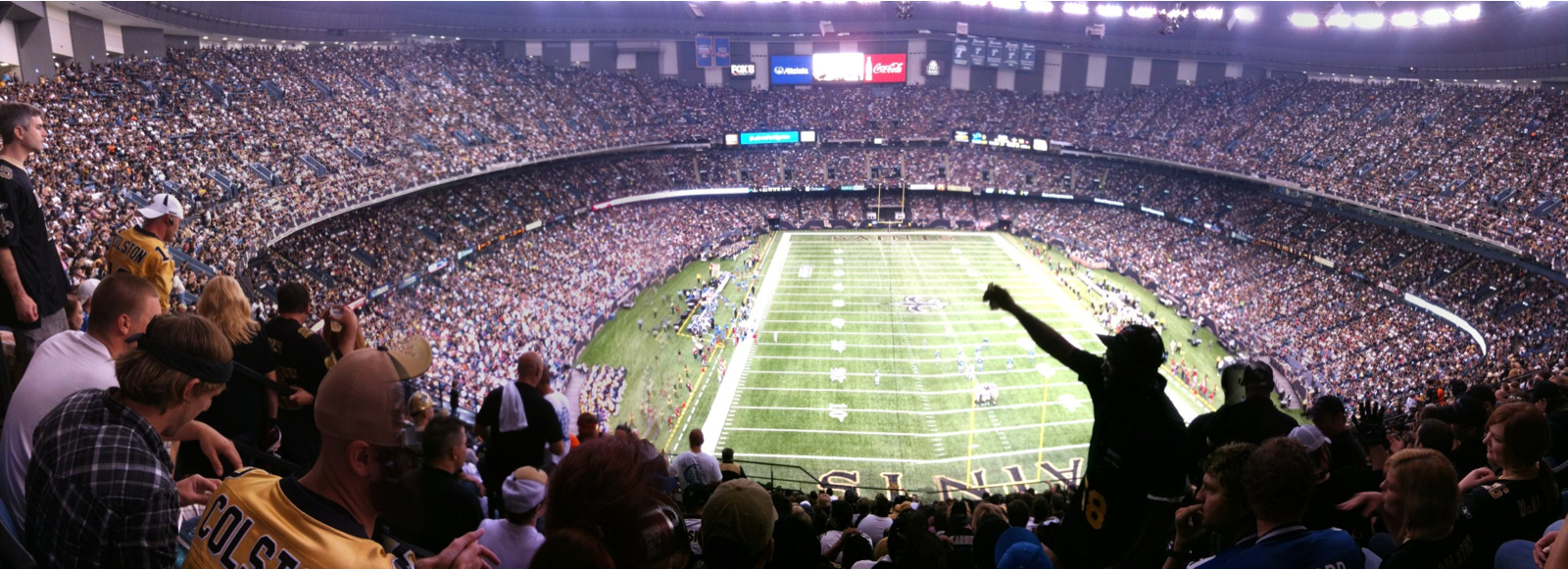
Interior do estádio em 2009

A reabertura foi realizada em 25 de Setembro de 2006, num jogo dos Saints contra o Atlanta Falcons, com um show antes do jogo com as bandas U2 e Green Day.
Todos os 70 000 ingressos desse e dos próximos oito jogos do Saints em casa foram vendidos antecipadamente.
No Super Bowl XLVII logo após o começo do segundo tempo ocorreu uma queda de energia, com a paralisação da partida por 36 minutos, fato inédito no evento.
O estádio também recebeu a WrestleMania XXX, realizada pela WWE. O evento aconteceu no dia 6 de abril de 2014 com o público de 75 167. Em 8 de abril de 2018, recebeu a WrestleMania 34, com um recorde de 78 133 pessoas presentes.
O  All Star Celebrity Game 2017, com a participação de Oscar também aconteceu no estádio de New Orleans. Foi a primeira participação do brasileiro em jogos da NBA .

## Super Bowls
- 15 de janeiro de 1978: XII Dallas Cowboys 27 - 10 Denver Broncos
- 25 de janeiro de 1981: XV Oakland Raiders 27 - 10 Philadelphia Eagles
- 26 de janeiro de 1986: XX Chicago Bears 46 - 10 New England Patriots
- 28 de janeiro de 1990: XXIV San Francisco 49ers 55 - 10 Denver Broncos
- 26 de janeiro de 1997: XXXI Green Bay Packers 35 - 21 New England Patriots
- 3 de fevereiro de 2002: XXXVI New England Patriots 20 - 17 St. Louis Rams
- 3 de fevereiro de 2013: XLVII San Francisco 49ers 31 - 34 Baltimore Ravens